# Auto volador de S.H.I.E.L.D.
El Auto volador de S.H.I.E.L.D. es un vehículo ficticio que aparece en los cómics estadounidenses publicados por Marvel Comics.

## Historial de publicación
El Auto volador de S.H.I.E.L.D. apareció por primera vez en Strange Tales # 135 (agosto de 1965).

## Descripción
El auto volador es un vehículo personal de S.H.I.E.L.D. que parece un automóvil pero que puede volar.
El auto volador de Phil Coulson, "Lola" significa, "Automóvil de baja órbita de despegue". Coulson utilizó el auto por primera vez para ayudar a Deadpool y al agente Adsit a escapar de los criminales.
El empleado de Industrias Parker, Clayton Cole, trabajó para que los autos voladores estuvieran disponibles para el público.

## En otros medios

### Televisión
- El Auto Volador hizo su aparición en Spider-Man and His Amazing Friends, episodio "Mission: Save The Guardstar".
- El Auto Volador hizo también su aparición en Spider-Man: The Animated Series.
- El Auto Volador aparece también en Avengers Assemble. Viuda Negra usó este vehículo para seguir a los Vengadores y confirmar si necesitaban ayuda o no. En algunas situaciones, este vehículo fue destruido y fue reemplazado o reconstruido.
- Un automóvil volador aparece en posesión de Phil Coulson en la serie de televisión Agents of S.H.I.E.L.D., al que él llama "Lola", un Chevrolet Corvette (C1) rojo de 1962. Fue heredado de su padre Robert Coulson, quién paso su tiempo con su hijo arreglando este auto.
  - En la primera temporada, episodio "Pilot", Coulson le mostró la capacidad de vuelo de Lola a Skye cuando fue llamado de regreso al Bus para ayudar con la identificación de un 0-8-4. En el episodio "F.Z.Z.T", mientras estaba en el Sandbox, el agente Felix Blake tocó a Lola mientras abandonaba el Bus después de que él y Coulson mantuvieron una conversación sobre los protocolos de S.H.I.E.L.D. y el equipo de Coulson. En el episodio "Seeds", mientras estaba en México investigando sobre el pasado de Skye, Melinda May decidió contarle a Coulson de su relación sexual con Grant Ward, permaneciendo sentados en Lola. Después de descubrir al exagente de S.H.I.E.L.D., Richard Lumley, Coulson lo persiguió con Lola. Luego de que Lumley comenzara a escalar, Coulson activó el modo de vuelo de Lola y le dijo que estaba con S.H.I.E.L.D. En el episodio "Nothing Personal", durante la Sublevación de HYDRA, en la que Grant Ward y Michael Peterson tomaron el control del Bus cuando Skye estaba cautiva, Coulson se coló en silencio, abrió la puerta de carga y la rescató a medida que Peterson los perseguía. Entonces, ellos se subieron en Lola, con Peterson y Ward disparándoles, llevándolos a usar las ametralladores de Lola para distraerlos mientras abrían la bahía de carga del avión en pleno vuelo. Skye casi se cayó después de no seguir la orden de Coulson de abrocharse el cinturón de seguridad, pero fue salvada cuando activaron el modo de vuelo de Lola y aterrizaron con seguridad en la calle.
  - En la segunda temporada, episodio "Making Friends and Influencing People", Lance Hunter le preguntó a Skye si alguna vez saltó de un avión durante su misión a Marruecos, a lo que ella le contó sobre su experiencia con Coulson saltando en Lola. En el episodio "Face My Enemy", aunque estaba impresionado con el trabajo que Alphonso "Mack" Mackenzie había hecho en una limusina de 1962, Coulson le negó reparar a Lola. En el episodio "...Ye Who Enter Here", Mackenzie le dijo a Leo Fitz que esperaba reparar a la verdadera Lola mientras conducía una versión de juguete manejado a control remoto a través de los pasillos del Campo de Juegos. Fitz levantó el juguete y preguntó si podía volar, a lo él lo negó. En el episodio "Aftershocks", Coulson elogió la versión en miniatura de Lola que Mack le había regalado cuando éste le preguntó si podía trabajar en la versión real. Coulson preguntó si la miniatura podía volar y Mack respondió que no. Sin embargo, Mack había integrado en la versión miniatura una cámara con el fin de encontrar la ubicación de la Caja de herramientas. En el episodio "Love in Times of Hydra", al estar de pie junto a Lola en el Bus, May y Mack discutieron la desaparición de Mack y el paradero de Hunter. En el episodio "One Door Closes", mientras Mack miraba abajo el capó de Lola, Coulson lo confrontó por su lealtad hacia S.H.I.E.L.D.; Coulson dijo que sabía todo sobre el vehículo y que estaba sorprendido de como la réplica de juguete que le regaló era tan exacta, a excepción de una pieza del equipo que Coulson sabía que era una cámara. En el episodio "S.O.S" (Parte 2), Skye condujo a Lola para visitar a su padre, quien recientemente había sido sometido al Protocolo T.A.H.I.T.I. para borrar sus recuerdos después de ayudar a S.H.I.E.L.D. contra los Inhumanos.
  - En la cuarta temporada, episodio "Let Me Stand Next to Your Fire", Coulson condujo a Lola con Mack a la cárcel para interrogar al preso Elias Morrow. Couslon regresó sin respuestas, pero Mack vio a Roberto Reyes dentro de un auto; acto seguido, Reyes procedió a escapar de ellos. Durante la persecución a Reyes, Mack mencionó que Coulson tuvo que haberle permitido arreglar la funcionalidad de vuelo de Lola, pero Coulson dijo que no sería un problema, ya que Reyes chocó su automóvil contra un Quinjet. En el episodio, "The Patriot", Coulson le permitió a May conducir a Lola durante una misión en Madrid, siempre y cuando ella no lo dijera. En la rampa del Zephyr One, la LMD May estaba sentada dentro de Lola. Allí, Daisy Johnson la acompañó y las dos hablaron sobre Coulson.
  - En la séptima temporada, episodio final, "What We're Fighting For", cuando S.H.I.E.L.D. fue reorganizada bajo el mando del Director Mack, este último se encargó de modificar a Lola para el LMD Chronicom de Phil Coulson. Al recibir las llaves del vehículo y salir de la Sede Central de S.H.I.E.L.D. en Washington D. C., Coulson abordó a Lola y activó el modo de vuelo, cambiando los colores rojos del mismo por uno oscuro, mientras el diseño también era modificado. A Coulson le agradó el nuevo estilo de Lola y se fue volando hacia una nueva misión.
- En la temporada 2 de Agent Carter, episodio 10, "Hollywood Ending", cuatro años después en Capitán América: el primer vengador, el segundo aerodeslizador estaba en pleno funcionamiento, y Stark y sus amigos lo utilizaron para cerrar el portal que conducía a la dimensión de Materia Cero.

### Películas
- En Capitán América: el primer vengador, Howard Stark presenta un auto volador en la Expo Stark de 1943. El público quedó impresionado, a pesar del fracaso del prototipo, pero dijo que estaría listo por cuatro años.